# Oncidium pubes
Oncidium pubes  es una especie de orquídea epifita. Es nativa de Colombia, Brasil, Paraguay  y norte de Argentina.

## Descripción
Es una orquídea de tamaño pequeño, epifita, que prefiere el clima fresco, con pseudobulbos oblongo-cilíndricos, agrupados, ligeramente comprimidos, y verdes que llevan de 2 hojas apicales, erectas , subcoriáceas, estrechamente oblongo-lanceoladas y agudas. Florece en primavera con una inflorescencia de 60 cm de largo, arqueada o colgante, ramificada, en forma de panoja que esta densamente cubierta de muchas flores.  

## Distribución y hábitat
Se encuentra en Río de Janeiro, estado de Brasil en los bosques de montaña más fríos a altitudes de 500 a 1000 metros. 

## Sinonimia
- Oncidium puberum Spreng. (1827)
- Oncidium bicornutum Hook. (1831)
- Oncidium phantasmaticum Lem. (1857)
- Baptistonia pubes (Lindl.) Chiron & V.P. Castro (2004)[1]